# Kemenesi Gábor
Kemenesi Gábor  (Budapest, 1987. szeptember 19.) Junior Prima-díjas magyar biológus, víruskutató, a Pécsi Tudományegyetem Természettudományi Karának adjunktusa, az egyetem falai között működő Szentágothai János Kutatóközpont Virológiai laboratóriumának munkatársa. A 2020-as COVID-19 világjárvány idején vált országosan ismertté, amikor a hazai médiában rendszeresen jelent meg a járvánnyal és a SARS-CoV-2 vírussal kapcsolatos témák szakértőjeként és a Koronavírus-kutató Akciócsoport tagjaként.

## Életpályája
2013-ban végzett biológus szakon a Pécsi Tudományegyetem Természettudományi Karán. Egyetemi évei alatt szerteágazó kutatásokat végzett, Dr Jakab Ferenc professzor vezetésével a szúnyogok és denevérek által terjesztett vírusokkal kapcsolatban. Doktori fokozatát 2018-ban szerezte denevérvirológia témakörben. Több, biovédelemmel kapcsolatos külföldi képzésen is részt vett, jelenleg a Pécsi Tudományegyetem Szentágothai János Kutatóközpont Virológiai laboratóriumának munkatársa. 2021-től a Magyar Tudományos Akadémia Fenntartható Fejlődés Elnöki Bizottságának szavazati jogú tagja.

## Nyilvános szereplései
Aktív közszereplő, mindkét kutatási tématerületén rendszeresen ad nyilatkozatokat. A 2020-as magyarországi koronavírus járvány idején tagja a professzor Jakab Ferenc vezetésével működő Koronavírus-kutatási Akciócsoportnak.

## Kutatási területe
Fertőző betegségek (vírusok, paraziták, baktériumok) kutatása a OneHealth koncepció jegyében, a vadállatok körében, kiemelt figyelemmel olyan kórokozókra amelyek ismert vagy potenciális zoonózisok. Csípőszúnyogokkal, denevérekkel és ezek kórokozóinak megértésével foglalkozó kutatási pályázatok vezető kutatója 

## Publicisztika
Kutatási területeivel és a 2020-as COVID-19 világjárvány kapcsán saját írói tevékenységet is folytat.

## Díjai, elismerései
- Junior Szentágothai Díj - Pécsi Tudományegyetem (2016)[17]
- Bolyai János Kutatási Ösztöndíj - Magyar Tudományos Akadémia (2019)[18]

- Junior Príma Díj – magyar tudomány kategória (2019)[2]
- Pro Communitate Díj - Pécs Megyei Jogú Város (2020)[19]
- Hőgyes-Aujeszky emlékérem - Magyar Zoonózis Társaság (2021)[20]
- Az Év Ismeretterjesztő Tudósa díj - Tudományos Újságírók Klubja (2022)[21]
- Szent-Györgyi Talentum-díj - Nemzeti Orvosbiológiai Alapítvány (2023)[22]
- Bolyai János Kutatási Ösztöndíj - Magyar Tudományos Akadémia (2023)[23]
- 2022 óta nevét viseli a 199696 Kemenesi kisbolygó.[24]